# Johann Christian Leberecht Schmidt
Johann Christian Leberecht Schmidt (* 2. Dezember 1778 in Hasserode; † 18. Januar 1830 in Mexiko-Stadt) war ein deutscher Bergrat und Geologe.

## Leben und Wirken
Schmidt wurde als Sohn des Johann Christoph Leberecht Schmidt (1718–1788), einem Juristen aus Tangermünde und der Katharina Magdalena Pollich (* 1740) aus Dittlofsroda geboren. Als jüngstes Kind von insgesamt neun Geschwistern verließ er im Alter von zwei Jahren seine Heimatstadt und zog mit der Familie nach Kassel. Nach dem frühen Tod des Vaters besuchte er die „Hohe Schule“ in Wernigerode. Als 14-Jähriger übernahm sein Schwager Johann Ludwig Gottfried Vogt (1760–1818) aus Madelungen, Nachfolger Johann Gottfried Herders im Amt des evangelischen Generalsuperintendenten von Sachsen-Weimar, die weitere Ausbildung und Betreuung. Vogt erkannte die frühen Neigungen für das Berg- und Hüttenwesen und förderte seine bergmännische Laufbahn. Seine erste Anstellung erhielt er im Alter von 18 Jahren im Bergwerk von Riegelsdorf in Hessen. Ab 1798 erwarb er sich weitere Kenntnisse in Bergwerken im Thüringer Wald, in Franken, am Ober- und Niederrhein und in Hessen-Nassau.
Nach einem abgebrochenen Chemiestudium bei Professor Johannes Schaub (1754–1818) in Kassel, übernahm er die Leitung des Blaufarbenwerkes seines Schwagers Vogt in Sankt Andreasberg. Ab 1804 wurde er Bergmeister in Bieber und gehörte 1808 zu den Gründungsmitgliedern der Wetterauischen Gesellschaft in Hanau. In dieser Zeit schrieb er einige bemerkenswerte Publikationen über den Bergbau. 

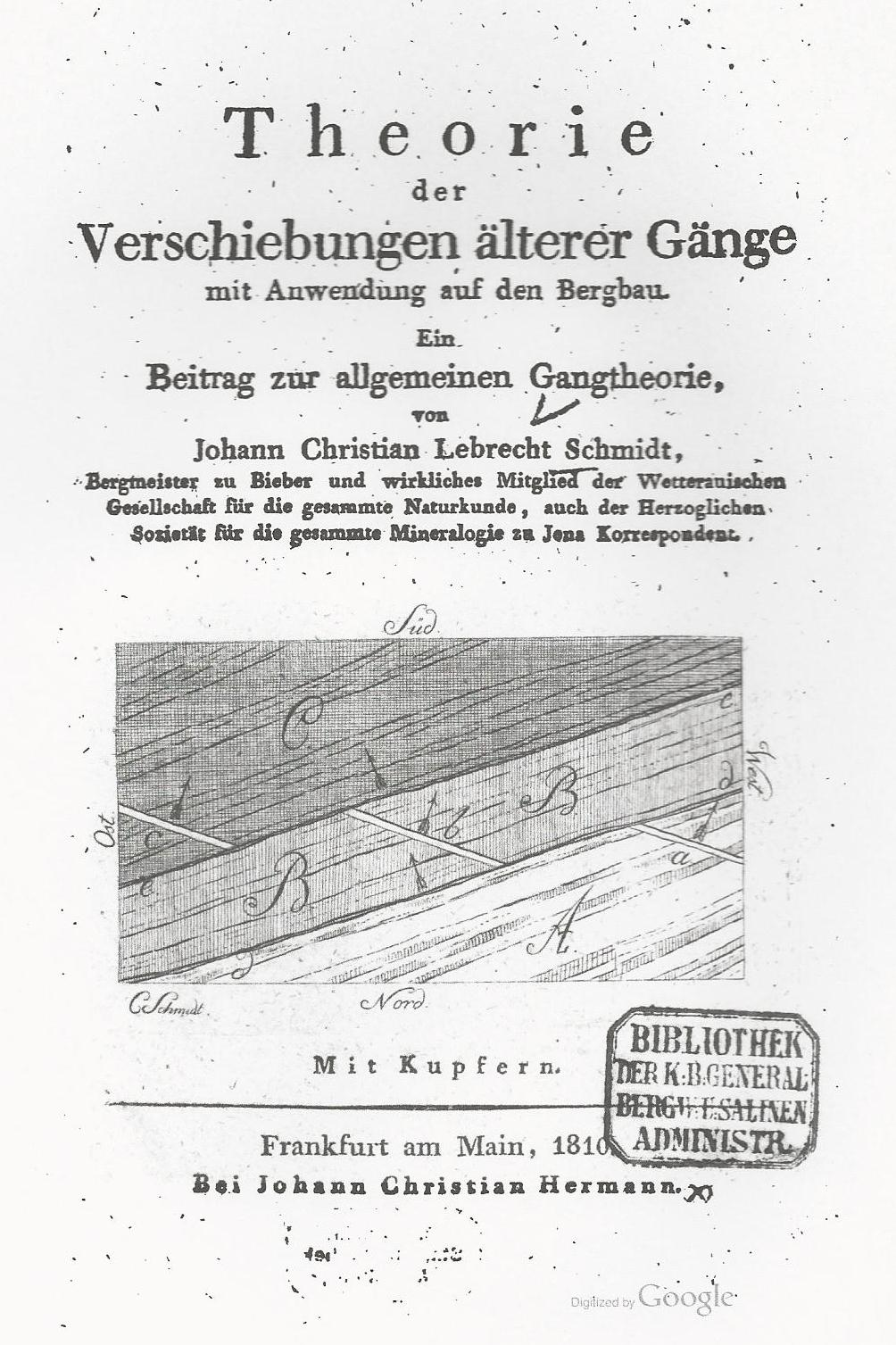
Das Titelblatt der Theorie der Verschiebungen älterer Gänge von 1810

Er heiratete Juliane Wilhelmine Helene Luise Knapp (1784–1849) aus Meerholz. Aus der Ehe gingen der Sohn Johann Theodor Friedrich Cäsar Schmidt (* 1809) und die Tochter Wilhelmine Susette Louise Auguste Schmidt, verh. Klein (1814–1851) hervor.
Später wurde er Oberbergdirektor der Stummschen Berg- und Hüttenwerke in Neunkirchen. Von 1817 bis 1827 leitete er das Siegener Bergamt und war darüber hinaus von 1818 bis 1827 der erste Bergdirektor der Siegener Bergschule.
Ermöglicht durch eine beantragte Freistellung als Direktor, reiste er 1827 zusammen mit seinem Sohn Johann Theodor im Auftrag des Deutsch-Amerikanischen Bergwerksvereins nach Mexiko. Für die meist auch als „Mexikanischer Bergwerksverein“ bezeichnete Aktiengesellschaft sollte Schmidt Silber- und Goldgruben auf ihre Fördermengen untersuchen, allerdings verstarb er schon nach kurzer Zeit in Mexiko.

## Werke
- Theorie der Verschiebungen älterer Gänge mit Anwendung auf den Bergbau; ein Beitrag zur allgemeinen Gangtheorie, Johann Christian Hermann (Hrsg.), Frankfurt/M. 1810, online
- Geognostische Bemerkungen. In: Annalen der Wetterauischen Gesellschaft für die gesammte Naturkunde, Friedrich Wilmanns (Hrsg.), Frankfurt am Main 1811, Bd. 2, S. 42–50. online
- Beiträge zu der Lehre von den Gängen: ein Versuch zur systematischen Erforschung der Naturgeschichte dieser Lagerstätten, Börlander, J. L. (Hrsg.), Siegen 1827, online